# Helianthemum glaucescens
Helianthemum glaucescens — вид квіткових рослин родини чистових (Cistaceae).

## Поширення
Ендемік України.